# Jean de Béjar
Le chevalier Jean I de Béjar, ou Juan de Vėjar (+ 5 octobre 1634), seigneur de Westackers et d'Oosthoven est un noble flamand.

## Biographie
Il est gentilhomme de bouche du prince-cardinal André d'Autriche.
Pendant sa carrière il fut conseiller de la ville d'Anvers ainsi que bourgmestre.

## Famille
De Béjar descend d'une ancienne famille Espagnole. Son père était Blaise de Bejar, bourgmestre de la ville d'Anvers.
Il épouse sa cousine Anna Butkens, dame de Crayenhove et de Ransbeeck, fille de Mathieu Butkens, bourgmestre de Ruremonde, et d'Elisabeth de Cocquiel. Enterrés dans l'église Saint-Paul d'Anvers, ils sont les parents de :
- Jean II de Bejar (25 août 1621 - Gand, le 9 avril 1709), licencié en lois, protonotaire apostolique et chanoine du Chapitre de Saint-Bavon, qui fit bâtir la chapelle Saint-Landry.
- François de Bejar, époux de la dame Jeanne Hélène della Faille.
  - Anne Elisabeth Marie Isabelle : dame héritière de Westacker et d'Oosthoven, mariée à Pierre de Coloma, seigneur de Bornhem.